# Lasiodora carinata
Lasiodora carinata är en spindelart som först beskrevs av Valerio 1980.  Lasiodora carinata ingår i släktet Lasiodora och familjen fågelspindlar.
Artens utbredningsområde är Costa Rica. Inga underarter finns listade i Catalogue of Life.